# 马尔查加斯
马尔查加斯，是西班牙埃斯特雷马杜拉卡塞雷斯省的一个市镇。总面积10平方公里，总人口389人（2001年），人口密度39人/平方公里。